# Brusselsestraat (Dendermonde)
De Brusselsestraat is een winkelstraat in de Belgische stad Dendermonde. Ze verbindt de Vlasmarkt met de Leopold II-laan en het Statieplein.

## Geschiedenis
De straat werd reeds afgebeeld op het grondplan van Dendermonde van 1375 dat in 1866 door Alphonse de Vlaminck gereproduceerd werd. Op de kaart bestond het traject toen, vanaf de huidige Vlasmarkt bekeken, uit de Torenstraat met Torenpoort, daarna kwam een kort stuk weg aangeduid als Tusschen-bruggen, gelegen tussen de Torengracht en Oude Vest. Verder zuidelijker bestond het traject uit de Sint-Gillisstraat die aansloot op de Brusselse Poort. Deze gegevens zijn terug te vinden op de kaart van Jacob van Deventer uit 1550, in de Flandria Illustrata van Antonius Sanderus uit 1644 en op de Caerte Figurative Verthoonende de Stadt ende ’t Vrij van Dendermonde van Benedictus Peelman uit de 18e eeuw. Op de kadasterkaart van Popp (circa 1860) wordt het eerste deel aangeduid met Rue des Tours en de rest van de straat, inclusief de Torengracht en Torenbrug, met Rue de Bruxelles.
Zoals de rest van Dendermonde werden de meeste gebouwen in de straat verwoest tijdens de Eerste Wereldoorlog. Onder meer de Sint-Gillis-Binnenkerk en het inkomportaal tot het Sint-Alexiusbegijnhof bleven bewaard. Ter hoogte van de huidige huisnummer 3 bleef de toenmalig drukkerij van Victor Du Caju, uitgever van "De Onpartijdige", bewaard tijdens de oorlog.
Tijdens de heropbouw na de oorlog werd de straat verbreed en rechtgetrokken waardoor ze nu niet meer rechtstreeks op de Brusselse Poort uitkomt.